# Casével (Castro Verde)
 Casével  ist ein Ort und eine Gemeinde in Portugal im Landkreis von Castro Verde im Baixo Alentejo gelegen mit 33,7 km² Fläche und 447 Einwohnern (Stand 30. Juni 2011). Die Bevölkerungsdichte beträgt 13,3 Einwohner pro km².
Die Landwirtschaft mit Korkeichen, Olivenbäumen und Weizenfeldern sowie Viehzucht stellt die Haupteinnahmequelle im Ort und in der Umgebung dar.
Am 29. September 2013 wurden die Gemeinden Casével und Castro Verde zur neuen Gemeinde União das Freguesias de Castro Verde e Casével zusammengeschlossen.